# (10762) von Laue
(10762) von Laue est un astéroïde de la ceinture principale.

## Description
(10762) von Laue est un astéroïde de la ceinture principale. Il fut découvert le 12 octobre 1990 à Tautenburg par Freimut Börngen et Lutz Dieter Schmadel. Il présente une orbite caractérisée par un demi-grand axe de 3,03 UA, une excentricité de 0,10 et une inclinaison de 1,4° par rapport à l'écliptique.

## Compléments